# Исупова, Людмила Михайловна
Людмила Михайловна Исупова (род. 1 января 1951 года, Минск) — певица, музыкант, композитор и преподаватель. Работала вокалистом и музыкантом в таких коллективах как «Роза ветров», «Золотые яблоки», «Верасы», «Песняры», биг-бэнд «Современник» п/у Анатолия Кролла, группа «Лас Вида»; с Вейландом Роддом — младшим, Ларисой Долиной, Александром Серовым, Сергеем Баландиным и др.

## Биография
Людмила Исупова родилась 1 января 1951 года в Минске, Беларусь. По материнской линии — белоруска (мать, Надежда Антоновна Куликовская, родилась в Оршанском районе); отец, Михаил Трофимович Исупов, с верховьев реки Вятки, русский.
Занятия на фортепиано начала с пяти лет. Первым учителем была Юлия Пронина, мама Анны Козловой, ныне композитора. Минскую музыкальную школу № 4 по классу фортепиано окончила в 1966 году.
Всё детство Людмилы проходило в музыкальной среде, мать Людмилы была профессиональной певицей. На её лирику сильно повлияли детские воспоминания о жизни в живописной деревне на Днепре, где она гостила у своего дяди каждое лето. В музыкальную школу поступила сразу во второй класс, так как уже имела начальную музыкальную подготовку. 
После школы поступила в Молодечненское музыкальное училище. В этом музыкальном учебном заведении Людмила, кроме занятий по классу фортепиано, самостоятельно начала подготавливать себя к карьере вокалиста и композитора, занимаясь написанием собственных композиций. Одна из них — «Шукаю цябе» («Збіраю шолахі»), на которую позже были написаны стихи актёром и режиссёром Витебского драматического театра Петром Ламаном. Окончила училище с отличием по классу фортепиано в 1970 году.
По окончании училища работала в Плещеницкой музыкальной школе преподавателем музыки по классу фортепиано. Параллельно с вышеописанным она была вокалистом таких групп, как «Золотые яблоки» (с Леонидом Борткевичем) и «Роза ветров». Тогда же познакомилась с поэтом Олегом Жуковым, на стихи которого были ею написаны песни «Глаза друзей», «Ответь себе», «Расскажи»…
В 1972 году, после предложения Ядвиги Поплавской, Людмила Исупова оставила преподавательскую деятельность и ушла в новую девичью группу под названием «Верасы» Белорусской государственной филармонии, куда и была принята сразу (музыкальный руководитель — Анатолий Гилевич, затем Юрий Рымашевский). С «Верасами» в 1973 году участвовала в фестивалях Белорусского искусства на Дальнем Востоке, Сахалине, Алтае, в Средней Азии. В конце 1974 года с ансамблем «Верасы» стала лауреатом V Всесоюзного конкурса артистов эстрады в Москве. После смены музыкального руководителя на Василия Раинчика она покинула коллектив 1 января 1975 года.
С 1975 по 1979 год Людмила Исупова работала сначала по договору, а затем и в штате Белорусского государственного ансамбля (БГА) «Песняры» под управлением В. Мулявина. Работа в рок-опере притче «Песня о доле», запись большой пластинки «Песняров» 1978 года с пресловутой буквой «С» на обложке, съёмка в музыкальном фильме «Диск», снятом на «Мосфильме» режиссёром Александром Стефановичем (1977), многочисленные гастроли на всём пространстве Советского Союза и в Чехословакии. Во вторую поездку «Песняров» в Америку Людмила ехать отказалась.
В 1978 году Л. М. Исупова стала лауреатом 2-го Республиканского конкурса артистов эстрады как солист-вокалист Белгосфилармонии; в 1979 г. приняла участие в VI Всесоюзном конкурсе артистов эстрады в Ленинграде (песня В. Мулявина на стихи М. Танка «Готика святой Анны», написанная специально для Людмилы на конкурс); во Всесоюзном телевизионном конкурсе «С песней по жизни», где исполнила первый (и в то время единственный) вариант песни Эдуарда Ханка «Малиновка», аранжированный и записанный в стиле Стиви Уандера.
С 1979 по 1983 год Людмила работала и в концертной программе «Каменного цветка» (г. Минск); в собственном коллективе «Лас Вида»; затем в московском биг-бэнде Анатолия Кролла «Современник» наряду с Ларисой Долиной, Вейландом Роддом — младшим и другими; на Украине работала в Луцкой государственной филармонии с Александром Серовым…
В 1980 году вышел в свет миньон «Поёт Людмила Исупова», записанный с оркестром под управлением А. Володчинского.
В 1988 на «Мелодии» вышла пластинка песен молдавского композитора Петре Теодоровича под названием, взятым из песни Исуповой «На углу надежд», в которой есть трек названной песни в исполнении Людмилы. Для записи этой песни Исупову специально вызвали на «Мелодию» из Минска.
В 2010 году на фирме «Вигма» вышел раритетный альбом «Людмила Исупова Раритет», составленный из сохранённых песен из архивов радио, телевидения и частных коллекций, ремастированный в 2003 году в SB Studio, Minsk (продюсер и автор альбома: Сергей Баландин).
В апреле 2012 года композитор Сергей Баландин представил Людмилу художественному руководителю БГА «Песняры» В. Шарапову. С июня 2012 года она приступила к работе в БГА «Песняры». В конце января 2013 года был записан новый клип с её участием под названием «Посвящение Мастеру».